# Колінгвуд (Онтаріо)

 Колінгвуд  (англ. Collingwood) — містечко в графстві Сімко, провінція Онтаріо у Канаді.
Колінгвуд розташований в затоці Ноттавасага (англ. Nottawasaga) в південній точці затоки Джорджіана.

## Історія
Коллінгвуд було зареєстроване містечком в 1858 році, за 9 років до утворення Конфедерації і був названий на честь адмірал-лорда Катберта Коллінгвуда, який прийняв на себе командування Британським флотом після смерті Нельсона.
Землі в цьому районі були спочатку населені ірокезами, яка побудували ряд селищ Ніагарській куесті. Європейські поселенці й вільні чорні раби, прибули в область в 1840 році, принесли з собою свою релігію і культуру.
Область спочатку носила інші назви, у тому числі «Гуронтаріо» (англ. Hurontario), «Ноттава» (англ. Nottawa) і «Хенс-і-чікен харбор» (англ. Hens-and-Chickens Harbour).
З 1883 по 1986 рік в Коллінгвуді існували суднобудівні верфі. У 1901 році тут було спущено вперше на воду сталевий корпус корабля «Гуроник» (англ. Huronic). Під час Другої світової війни місто виробляло корвети для Королівських ВМС Канади. Конкуренція призвела до загибелі суднобудування в Коллінгвуді у вересні 1986 року.

## Економіка
Коллінгвуд є найбільшим промисловим роботодавцем в регіоні. Промислова база Коллінгвуда включає в себе «Коллінгвуд Етанол LP» (англ. Collingwood Ethanol L.P.), «Пілкінгтон Гласс Кенаді», «VOAC Інк», й лікеро-горілчаний завод «Кенадіан міст віскі» (англ. Canadian Mist Whisky).
Деякі галузі промисловості в області були закриті в останні роки: Nacan Products (2004), Backyard Products (2004), Kaufman of Collingwood (2006), Goodyear Tires (2007), Alcoa Wheel products (2008) й Blue Mountain Pottery (2004).

## Міста-побратими
- Бун, Північна Кароліна, США
- Сіуатанехо, Мексика
- Катано, Японія